# Острова (Юргамышский район)
Острова — деревня в Юргамышском районе Курганской области. До 2022 года входила в состав Островского сельсовета.

## География
Деревня Острова расположена на высоком полуострове, окружённом водами озера Тишково. Ближайшие населённые пункты — село Губерля на южном берегу озера и деревня Вохменка на северном. До центра района — Юргамыша, 42 километра.

## Население
| 1989 | 2002 | 2010 |
| ---- | ---- | ---- |
| 76   | →76  | ↘53  |

## История
В 1860 году в деревне (относившейся к Кислянской волости) была построена церковь, и деревня стала селом, а с 1861 — центром Островской волости. Церковь имела 2 престола: во имя святого чудотворца Николая и во имя Святых Мучеников Флора и Лавра. После революции церковь заброшена и разрушается.

## Транспорт
Просёлочная дорога, автобусного сообщения нет.